# Constantiodes pyralina
Constantiodes pyralina là một loài bướm đêm trong họ Noctuidae.